# 王嵎生
王嵎生（1929年—2022年8月3日），安徽南陵人，中华人民共和国政治人物、外交官。

## 生平
王嵎生1954年毕业于北京外国语学院英文系，随后加入中华人民共和国外交部。他曾担任外交部新闻司处长、驻科威特大使馆政务參赞。1985年，接替雷阳，担任中华人民共和国驻尼日利亚大使。1988年，任駐哥倫比亞大使至1993年。1993年至1998年间，他出任中国亚太经合组织高官。1998年至2004年间，王嵎生任外交部特邀研究员。
2022年8月3日，因病去世，享年93岁。